# Professional Graphics Controller

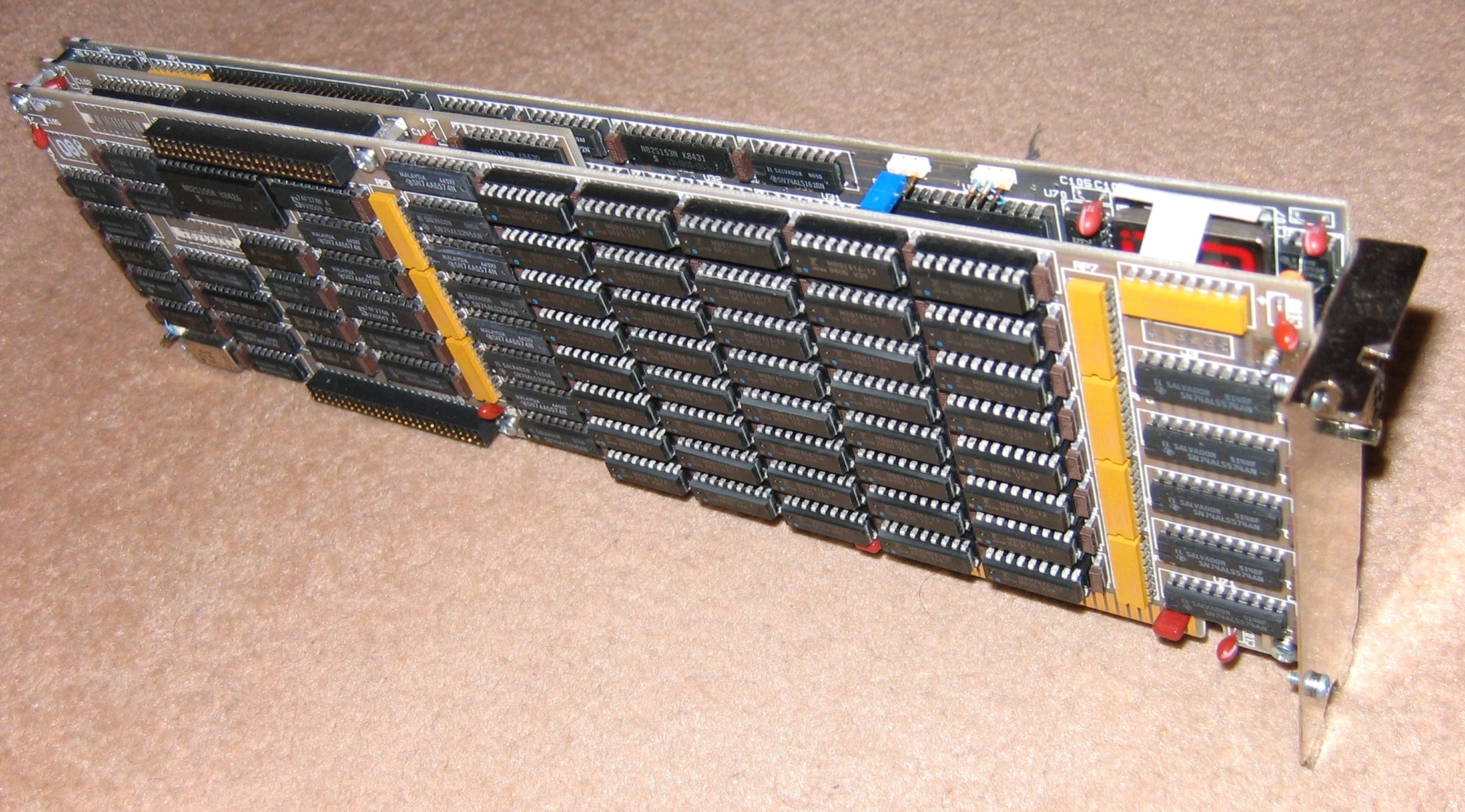
La scheda grafica PGC

Il Professional Graphics Controller fu una scheda video per IBM XT prodotta da IBM. Era molto avanzata e metteva a disposizione degli utenti sia un acceleratore grafico 2D che uno 3D per gli utenti di applicazioni CAD. Era composta da tre schede ISA interconnesse e conteneva il suo processore e la sua memoria.
Il Professional Graphics Controller (anche chiamato Professional Graphics Adapter) fu messo in commercio nel 1984 e prodotto fino al 1987, offriva una risoluzione e una profondità di colori leggermente superiore della EGA, fino a 640×480 pixel a 256 colori con 60 frame al secondo.
Fu progettato per il mercato CAD (computer-aided design) e includeva 320 kB di RAM e un processore a bordo (derivato dall'8086) che forniva la possibilità di ruotare in 3D ed effettuare il clipping delle immagini. Non fu mai proposta al mercato consumer dei personal computer, ma con il suo prezzo di listino di 4 290 dollari, era molto competitivo paragonato alle workstation dedicate per il CAD che costavano 50 000 dollari nel 1984.
In aggiunta alla modalità nativa di 640×480, il PGC era anche retrocompatibile con il CGA.
Necessitava di un proprio monitor specifico.

## Connettore
Numerazione dei piedini (pin) e immagine del connettore femmina:
| Piedino | Funzione              |
| ------- | --------------------- |
| 1       | Rosso                 |
| 2       | Verde                 |
| 3       | Blu                   |
| 4       | Sincronismo composito |
| 5       | Mode control          |
| 6       | Massa del Rosso       |
| 7       | Massa del Verde       |
| 8       | Massa del Blu         |
| 9       | Massa                 |

### Specifiche di segnalazione
| Tipo                  | Analogico                           |
| Risoluzione           | 640 (orizzontale) × 480 (verticale) |
| Frequenza di clock    | 25,175 MHz                          |
| Frequenza orizzontale | 31,469 kHz                          |
| Frequenza verticale   | 59,94 Hz                            |